# Project Blue Book
I mere end 20 år, fra 1948 til 1969 ledede det amerikanske luftvåben efterforskningen af ufo-rapporter. Igennem det meste af perioden lå ansvaret hos en special-arbejdsgruppe med kodenavnet Project Blue Book. Project Blue Book efterfulgte to af luftvåbnets tidligere undersøgelser - projekterne Sign og Grudge - som havde kludret i det på grund af manglende erfaring og ustrukturerede arbejdsmetoder.
Med "epidemien" af ufo-observationer i 1952 stod det klart, at der var behov for en mere systematisk efterforskning, og Project Blue Book blev iværksat. Ledet af kaptajn Edward J. Ruppelt udviklede personalet hurtigere og præcise metoder til at bedømme observationer.
Vidner modtog et ottesiders spørgeskema, fotos og negativer blev undersøgt og der blev gennemført interviews ude i marken. Efterforskerne inddrog astronomiske data, overvågede flyruter og checkede vejrmeldinger.
Holdet bag Project Blue Book havde succes med at frasortere ufo-rapporter, som var oplagt svindel eller som kunne forklares som naturfænomener. Men gruppen arbejdede ud fra den utilslørede grundtese, at ufoer ikke eksisterer, og havde derfor kun to muligheder i de få sager, som ikke blev opklaret: Indrømme at de ikke var i stand til at identificere objektet, eller at henvise til en eller anden sandsynlig forklaring. Begge muligheder blev taget i brug.

## Eksempler på henvendelser
Rex Heflin, en 37-årig ved California Highway department, havde inspiceret et vejskilt den 3. august 1965, da han angiveligt så en ufo. Heflin brugte sit arbejdskamera til at tage et billede af et kuplet metallisk objekt, som han hævdede var omkring ti meter i diameter og som svævede cirka halvtreds meter over jorden. Project Blue Books analyse af fotoet, viste at objektet var langt mindre - omkring en halv meter i diameter, og fløj kun fem-syv meter over jorden. Selvom efterforskere betragtede Heflin, en forhenværende politibetjent, som et troværdigt vidne, fik huller i hans historie og tvivl om billedet dem til at betegne observationen som svindel.
Paul Villa (Albuquerque, New Mexico) rendte ikke bare lige ind i det objekt han fotograferede i 16. juni 1963. Han hævdede at være blevet anmodet, via telepatisk kommunikation, om at møde besøgende fra en fjern galakse på et givet sted og tid, hvor han talte med fremmede og fotograferede deres rumtallerken. En analyse af billederne viste, at objektet formentlig var en model af et rumskib, cirka en halv meter bredt og tyve centimeter højt, som var ophængt foran kameraet. Forskerne fra Project Blue Book konkluderede, at Villa givetvis troede at have kontakt med fremmede og at han havde fabrikeret et bevis for at afstive sin historie.
Et tåget hvidt objekt blev angiveligt set nær Sloan i Nevada i 1965. En bilist hævdede at have set ufoen på himlen, da han stoppede for at skifte sko. Han tog et kamera fra bilen og fotograferede synet. Selvom undersøgerne anså manden for at være en ærlig person, var hans historie delvis usammenhængende. Billedet viste kun lidt tegn på objektets bevægelse. Og hvis ufoet som hævdet af vidnet, havde befundet sig i stor afstand fra bilen, ville objektet have været enormt. Intet viste tegn på indgreb. Men forskerne bemærkede, at vidnet var ansat i et firma som fremkaldte film, og konkluderede derfor, at det ukendte objekt formentlig skyldtes en dråbe fremkaldervæske placeret på negativet under fremkaldelse.